# Paranoid and Sunburnt
Paranoid and Sunburnt é o álbum de estreia da banda Skunk Anansie, lançado a 21 de Setembro de 1995. 

## Faixas
Todas as faixas por Skin, exceto onde anotado.
1. "Selling Jesus" - 3:45
2. "Intellectualise My Blackness" - 3:45
3. "I Can Dream" - 3:51
4. "Little Baby Swastikkka" - 4:04
5. "All in the Name of Pity" - 3:23
6. "Charity" - 4:33
7. "It Takes Blood and Guts to Be This Cool But I'm Still Just a Cliché" - 4:12
8. "Weak" (Skin, C. Lewis, Ace, R. France)  - 3:34
9. "And Here I Stand" (Skin, C. Lewis, Ace, R. France) - 5:14
10. "100 Ways to Be a Good Girl" - 3:58
11. "Rise Up" - 4:05